# كارلتون (أوريغون)
كارلتون (بالإنجليزية: Carlton, Oregon)‏ هي مدينة تقع في مقاطعة يامهيل، أوريغون بولاية أوريغون في الولايات المتحدة. تبلغ مساحة هذه المدينة 2.28 (كم²)، وترتفع عن سطح البحر 60.35 م، بلغ عدد سكانها 2007 نسمة في عام 2010 حسب إحصاء مكتب تعداد الولايات المتحدة.

## التركيبة السكانية
قام مكتب تعداد الولايات المتحدة بتحديد بيانات التركيبة السكانية لكارلتون في تعداد الولايات المتحدة. في ما يلي، التركيبة السكانية حسب تعدادي 2000 و2010.

### تعداد عام 2000
بلغ عدد سكان كارلتون 1,514 نسمة بحسب تعداد عام 2000، وبلغ عدد الأسر 540 أسرة وعدد العائلات 412 عائلة مقيمة في المدينة. في حين سجلت الكثافة السكانية 1,745.1 نسمة لكل ميل مربع (673.8/كم2). وبلغ عدد الوحدات السكنية 578 وحدة بمتوسط كثافة قدره 666.2 نسمة لكل ميل مربع (257.2/كم2).
وتوزع التركيب العرقي للمدينة بنسبة 91.81% من البيض و 1.59% من الأمريكيين الأصليين و 0.26% من الأمريكيين ذوي الأصول الآسيوية و 0.07% من سكان جزر المحيط الهادئ و 0.13% من الأمريكيين الأفارقة و 3.24% من الأعراق الأخرى و 2.91% من عرقين مختلطين أو أكثر. فيما شكل الهسبانيون أو اللاتينيون من أي عرق نسبة 4.62% من السكان.
بلغ عدد الأسر 540 أسرة كانت نسبة 42.6% منها لديها أطفال تحت سن الثامنة عشر تعيش معهم، وبلغت نسبة الأزواج القاطنين مع بعضهم البعض 60.2% من أصل المجموع الكلي للأسر، ونسبة 10.7% من الأسر كان لديها معيلات من الإناث دون وجود شريك، وكانت نسبة 23.7% من غير العائلات. تألفت نسبة 19.4% من أصل جميع الأسر من أفراد ونسبة 6.3% كانوا يعيش معهم شخص وحيد يبلغ من العمر 65 عاماً فما فوق. وبلغ متوسط حجم الأسرة المعيشية 3.23، أما متوسط حجم العائلات فبلغ 2.80.
بلغ العمر الوسطي للسكان 33 عاماً. وكانت نسبة 31.3% من القاطنين تحت سن الثامنة عشر، وكانت نسبة 7.8% بين الثامنة عشر والأربعة وعشرون عاماً، ونسبة 31.0% كانت واقعةً في الفئة العمرية ما بين الخامسة والعشرون حتى والأربعة وأربعون عاماً، ونسبة 20.7% كانت ما بين الخامسة والأربعون حتى الرابعة والستون، ونسبة 9.2% كانت ضمن فئة الخامسة والستون عاماً فما فوق. يوجد لكل 100 أنثى 106.5 ذكر، ويوجد لكل 100 أنثى في الثامنة عشر من عمرها فما فوق 103.5 ذكر.
بلغ متوسط دخل الأسرة في البلدة 41,827 دولار، أما متوسط دخل العائلة فبلغ 45,972 دولار. وكان متوسط دخل الذكور 35,577 دولار مقابل 23,661 دولار للإناث. وسجل دخل الفرد الخاص بالمدينة 16,850 دولار. وكانت نسبة 4.5% من العائلات ونسبة 6.7% من السكان تحت خط الفقر، وكان من هؤلاء نسبة 7.2% تحت سن الثامنة عشر ونسبة 6.9% في الخامسة والستين من العمر وما فوق.

### تعداد عام 2010
بلغ عدد سكان كارلتون 2,007 نسمة بحسب تعداد عام 2010، وبلغ عدد الأسر 702 أسرة وعدد العائلات 541 عائلة مقيمة في المدينة. في حين سجلت الكثافة السكانية 2,280.7 نسمة لكل ميل مربع (880.6/كم2). وبلغ عدد الوحدات السكنية 769 وحدة بمتوسط كثافة قدره 873.9 لكل ميل مربع (337.4/كم2).
وتوزع التركيب العرقي للمدينة بنسبة 90.6% من البيض و 0.9% من الأمريكيين الأصليين و 0.8% من الأمريكيين ذوي الأصول الآسيوية و 0.4% من سكان جزر المحيط الهادئ و 0.2% من الأمريكيين الأفارقة و 4.5% من عرقين مختلطين أو أكثر.
بلغ عدد الأسر 702 أسرة كانت نسبة 43.0% منها لديها أطفال تحت سن الثامنة عشر تعيش معهم، وبلغت نسبة الأزواج القاطنين مع بعضهم البعض 57.5% من أصل المجموع الكلي للأسر، ونسبة 13.8% من الأسر كان لديها معيلات من الإناث دون وجود شريك، بينما كانت نسبة 5.7% من الأسر لديها معيلون من الذكور دون وجود شريكة وكانت نسبة 22.9% من غير العائلات. وبلغ متوسط حجم الأسرة المعيشية 3.22، أما متوسط حجم العائلات فبلغ 2.86.
بلغ العمر الوسطي للسكان 34.3 عاماً. وكانت نسبة 30.2% من القاطنين تحت سن الثامنة عشر، وكانت نسبة 7.9% بين الثامنة عشر والأربعة وعشرون عاماً، ونسبة 28% كانت واقعةً في الفئة العمرية ما بين الخامسة والعشرون حتى والأربعة وأربعون عاماً، ونسبة 24.6% كانت ما بين الخامسة والأربعون حتى الرابعة والستون، ونسبة 9.3% كانت ضمن فئة الخامسة والستون عاماً فما فوق. وتوزع التركيب الجنسي للسكان بنسبة 49.9% ذكور و50.1% إناث.

## وصلات خارجية
- www.ci.carlton.or.us
- The US50 - Cities and Towns in Oregon State